# Nồi hấp tiệt trùng
Nồi hấp tiệt trùng là một thiết bị được sử dụng để thực hiện các quy trình công nghiệp và khoa học đòi hỏi nhiệt độ và áp suất cao liên quan đến áp suất môi trường và/hoặc nhiệt độ phòng. Nồi hấp được sử dụng trước các cuộc phẫu thuật để thực hiện khử trùng; trong ngành hóa chất để xử lý lớp phủ và lưu hóa cao su và tổng hợp thủy nhiệt. Nồi hấp công nghiệp được sử dụng trong các ứng dụng công nghiệp, đặc biệt là trong sản xuất vật liệu tổng hợp.